# Elezioni parlamentari in Ungheria del 1953
Le elezioni parlamentari della Repubblica Popolare d'Ungheria del 1953 si sono tenute il 17 maggio.
Il Partito dei Lavoratori Ungheresi era l'unico partito presente ed ha ottenuto 206 seggi su 298; gli altri 92 seggi sono andati a candidati indipendenti scelti dal partito.

## Risultati
| Partito                          | Voti      | %   | Seggi |
| -------------------------------- | --------- | --- | ----- |
| Partito dei Lavoratori Ungheresi | 6.256.653 | 99  | 206   |
| Indipendenti                     | 6.256.653 | 99  | 92    |
| Contrari                         | 61.257    | 1   | 0     |
| Nulle                            | 52.609    | –   | –     |
| Totale                           | 6.370.519 | 100 | 298   |
| Fonte: Nohlen & Stöver           |           |     |       |